# Fryderyk Goldschlag
Fryderyk Goldschlag (ur. 31 stycznia 1893 w Kołomyi, zm. 19 listopada 1973 w Londynie) – polski lekarz dermatolog, naukowiec i publicysta.

## Życiorys
Studiował medycynę na Uniwersytecie Wiedeńskim, podczas I wojny światowej w stopniu porucznika był lekarzem w armii austriackiej. W 1920 uzyskał stopień doktora nauk medycznych i wyjechał do Berlina, gdzie kontynuował naukę na specjalistycznych studiach dermatologicznych. Następnie uzupełniał wiedzę w Zurychu i Paryżu. W 1923 nostryfikował dyplom we Lwowie, a następnie został asystentem prof. Romana Leszczyńskiego na Uniwersytecie Jana Kazimierza, równocześnie współredagował "Przegląd Dermatologiczny" oraz był prezesem Lwowskiego Oddziału Towarzystwa Dermatologicznego i równocześnie członkiem honorowym tego Towarzystwa. W 1938 wyemigrował do Australii, zamieszkał w Melbourne, należał do grupy siedmiu lekarzy, którym władze pozwoliły prowadzić praktykę lekarską i działalność naukową bez nostryfikacji dyplomu. Podczas II wojny światowej służył w formacji sanitarnej w stopniu majora, a następnie kierował oddziałem dermatologicznym szpitala wojskowego. Po zakończeniu wojny pracował w szpitalu rehabilitacyjnym, a następnie zamieszkał w Sydney. W 1949 został ordynatorem w Rachel Forster Hospital, a także zasiadał w komisji egzaminującej dermatologów na Uniwersytecie w Sydney. Poza pracą zawodową i naukową działał społecznie wśród Polonii, wygłaszał prelekcje, publikował eseje literackie na łamach "Orła Białego", "Tygodnika Polskiego", "Oficyny Poetów", "Wiadomości" i "Przeglądu Powszechnego", ponadto prowadził Teatr Wyobraźni. Pomiędzy 1958 a 1960 wyjeżdżał do Polski jako wykładowca. W 1964 przeszedł na emeryturę i podjął decyzję o przeprowadzeniu się do Londynu, gdzie mieszkała jego córka z rodziną. Z posiadanej bogatej kolekcji malarstwa dziewięć obrazów przekazał Muzeum Narodowemu w Krakowie, pozostałe obrazy razem z obszerną biblioteką spłonęły w australijskim porcie podczas pożaru magazynu. W Wielkiej Brytanii uczestniczył w konsyliach oraz był rzeczoznawcą, zasiadał w zarządzie oraz przewodniczył Wydziałowi Przyrodniczemu Polskiego Towarzystwa Naukowego na Obczyźnie, należał do Fellow of the Royal Medicine in London, Zrzeszenia Polskich Profesorów i Wykładowców Szkół Akademickich, Związku Lekarzy Polskich oraz był członkiem Związku Pisarzy Polskich na Obczyźnie. Zmarł 19 listopada 1973, cztery dni później jego ciało poddano kremacji w Golders Green Crematorium.